# مين كو تو
مين كو تو (بالبورمية: မင္းကိုသူ)‏ هو لاعب كرة قدم ميانماري في مركز الدفاع، ولد في 4 ديسمبر 1992 في Gwa, Myanmar ‏ في ميانمار. لعب مع نادي يانغون يونايتد.